# Jean-Robert Ragache
Jean-Robert Ragache, né à Charleville, en Ardennes, le 12 janvier 1939, est un historien français qui a été grand-maître du Grand Orient de France.

## Biographie
Ancien professeur d'histoire à l'IUFM de Rouen, il est spécialiste de l'époque contemporaine.
De 1995 à 2001, il est maire adjoint de Rouen dans l'équipe municipale de gauche menée par Yvon Robert.
Jean Robert Ragache est franc-maçon du Grand Orient de France. En 1987, puis entre 1989 et 1992, il est grand maître de l'obédience. Il est également grand commandeur du Suprême Conseil Grand Collège du Rite écossais ancien accepté[réf. souhaitée].
Anne-Marie Duranton-Crabol indique que Jean-Robert Ragache fut « gréciste dans les années 1970 ».

## Distinctions
- Chevalier de la Légion d'honneur (31 décembre 2001).

## Publications
- Histoire de la Normandie, avec Jean Mabire, Hachette, 1976 ; France-Empire, 1992
- Normandie : écologie, économie, art, littérature, langue, histoire, traditions populaires, Paris, Christine Bonneton, 1986, 362 p.
- Vie quotidienne des écrivains et artistes sous l'Occupation, avec Gilles Ragache, Hachette Littératures, 1992, 347 p.
- Comment peut-on être franc-maçon ?, avec Charles Conte, Arléa éditions Charles Corlet, 1996, 190 p.
- Vous avez dit franc-maçon ?, Saint-Estève, Les Presses littéraires, 2008, 205 p. (ISBN 9782350732251).